# Francis De Sales
Ne doit pas être confondu avec François de Sales.
Francis De Sales (né le 23 mars 1912 à Philadelphie en Pennsylvanie et mort le 25 septembre 1988  à Van Nuys en Californie) est un acteur américain.

## Filmographie sélective

### Cinéma
- 1956 : Terror at Midnight (en) de Franklin Adreon : Police Lt. Conway
- 1957 : La Bourrasque (en) (All Mine to Give) de Allen Reisner : Mr. Stephens
- 1957 : The Wayward Girl (en) de Lesley Selander : Investigator Butler
- 1958 : Apache Territory (en) de Ray Nazarro : Sgt. Sheehan
- 1958 : Senior Prom de David Lowell Rich : Carter Breed
- 1959 : Face of a Fugitive de Paul Wendkos : Deputy Sheriff George Allison
- 1960 : Let No Man Write My Epitaph de Philip Leacock : Night Court Magistrate
- 1961 : Police Dog Story (en) de Edward L. Cahn : Captain Dietrich
- 1961 : When the Clock Strikes (en)  de Edward L. Cahn : Warden
- 1961 : Le Gentleman en kimono (A Majority of One) de Mervyn LeRoy : représentant de l'ambassade
- 1968 : L'Odyssée d'un sergent (en) (Sergeant Ryker) de Buzz Kulik : President of the Court
- 1973 : Échec à l'organisation  de John Flynn : Jim
- 1976 : Les Flics aux trousses (en) (Moving Violation) de Charles S. Dubin : Lawyer
- 1978 : Rabbit Test de Joan Rivers : Cardinal

### Télévision

#### Série télévisée
- 1950 : The Ford Theatre Hour : Father Malachy's Miracle  (saison 2 épisode 16)
- 1950 : The Big Story : Woody Baron of the Waco News Tribune  (saison 1 épisode 16)
- 1950 : The Big Story : Joe Saldana of the Los Angeles Daily News  (saison 2 épisode 2)
- 1951 : The Big Story : Harold Faller of the Huntington Advertiser of West Virginia  (saison 2 épisode 10) : Harold Faller
- 1952 : Mr. & Mrs. North : Weekend Murder (saison 1 épisode 1) : Lt. Bill Weigand
- 1952 : Mr. & Mrs. North : Till Death Do Us Part (saison 1 épisode 2) : Lt. Bill Weigand
- 1952 : Mr. & Mrs. North : A Good Buy (saison 1 épisode 3) : Lt. Bill Weigand
- 1952 : Mr. & Mrs. North : These Latins (saison 1 épisode 5) : Lt. Bill Weigand
- 1952 : Mr. & Mrs. North : Nosed Out (saison 1 épisode 6) : Police Lt. Bill Weigand
- 1952 : Mr. & Mrs. North : The Forgotten Grave (saison 1 épisode 7) : Lt. Bill Weigand
- 1952 : Mr. & Mrs. North : Dead Man's Tale (saison 1 épisode 8): Police Lt. Bill Weigand
- 1952 : Mr. & Mrs. North : Surprise (saison 1 épisode 9) : Lt. Bill Weigand
- 1952 : Mr. & Mrs. North : Comic-Strip Tease (saison 1 épisode 10): Lt. Bill Weigand
- 1952 : Mr. & Mrs. North : Where There's a Will (saison 1 épisode 11) : Police Lt. Bill Weingand
- 1952 : Mr. & Mrs. North : The Nobles (saison 1 épisode 12) : Lt. Bill Weigand
- 1952 : Mr. & Mrs. North : Silent Butler (saison 1 épisode 13) : Lt. Bill Weigand
- 1953 : Mr. & Mrs. North : On the Rocks (saison 1 épisode 14) : Lt. Bill Weigand
- 1953 : Mr. & Mrs. North : Formula for Trouble (saison 1 épisode 15) : Lt. Bill Weigand
- 1953 : Mr. & Mrs. North : House Behind the Wall (saison 1 épisode 16) : Lt. Bill Weigand
- 1953 : Mr. & Mrs. North : The Doll House (saison 1 épisode 19) : Lt. Bill Weigand
- 1953 : Mr. & Mrs. North : Terror (saison 1 épisode 20) : Lt. Bill Weigand
- 1953 : Mr. & Mrs. North : Stranger Than Fiction (saison 1 épisode 21) : Lt. Bill Weigand
- 1953 : Mr. & Mrs. North : The Frightened Bride (saison 1 épisode 22) : Lt. Bill Weigand
- 1953 : Mr. & Mrs. North : Murder in Short Pants (saison 1 épisode 23) : Lt. Bill Weigand
- 1953 : Mr. & Mrs. North : Dying to Live (saison 1 épisode 24) : Lt. Bill Weigand
- 1953 : Mr. & Mrs. North : Blackout (saison 1 épisode 25) : Lt. Bill Weigand
- 1953 : Mr. & Mrs. North : Jade Dragon (saison 1 épisode 26) : Lt. Bill Weigand
- 1953 : Mr. & Mrs. North : The Man Who Came to Murder (saison 1 épisode 28) : Lt. Bill Weigand
- 1953 : Mr. & Mrs. North : Breakout (saison 1 épisode 29) : Lt. Bill Weigand
- 1953 : Mr. & Mrs. North : Maternity, Third Floor (saison 1 épisode 30) : Lt. Bill Weigand
- 1953 : Mr. & Mrs. North : Hot Mink (saison 1 épisode 31) : Lt. Bill Weigand
- 1953 : Mr. & Mrs. North : Seven Sacred Rubies (saison 1 épisode 32) : Lt. Bill Weigand
- 1953 : Mr. & Mrs. North : Shock (saison 1 épisode 33) : Lt. Bill Weigand
- 1953 : Mr. & Mrs. North : Busy Signal (saison 1 épisode 34) : Lt. Bill Weigand
- 1953 : Mr. & Mrs. North : Salt in His Blood (saison 1 épisode 35) : Lt. Bill Weigand
- 1953 : Mr. & Mrs. North : Two Faced (saison 1 épisode 36) : Police Lt. Bill Weigand
- 1953 : Mr. & Mrs. North : Murder on the Midway (saison 1 épisode 38) : Lt. Bill Weigand
- 1953 : Mr. & Mrs. North : Million Dollar Coffin (saison 1 épisode 39) : Lt. Bill Weigand
- 1954 : Mr. & Mrs. North : Quick and the Deadly (saison 2 épisode 1) : Lt. Bill Weigand
- 1954 : Mr. & Mrs. North : Target (saison 2 épisode 2) : Lt. Bill Weigand
- 1954 : Mr. & Mrs. North : Loon Lake (saison 2 épisode 4) : Lt. Bill Weigand
- 1954 : Mr. & Mrs. North : Flight 217 (saison 2 épisode 7) : Lt. Bill Weigand
- 1954 : Mr. & Mrs. North : Shrinking Violet (saison 2 épisode 11) : Police Lt. Bill Weingand
- 1954 : Mr. & Mrs. North : Model for Murder (saison 2 épisode 12) : Police Lt. Bill Weigand
- 1954 : Mr. & Mrs. North : The Placid Affair (saison 2 épisode 14) : Lt. Bill Weigand
- 1954 : Mr. & Mrs. North : The Girl in Cell 13 (saison 2 épisode 15) : Lt. Bill Weigand
- 1954 : Mr. & Mrs. North : The Suspected (saison 2 épisode 16) : Lt. Bill Weigand
- 1954 : Mr. & Mrs. North : Mask of Hate (saison 2 épisode 17) : Police Lt. Bill Weigand
- 1954 : Mr. & Mrs. North : Climax (saison 2 épisode 18) : Lt. Bill Weigand
- 1955 : The Great Gildersleeve : The Quiet One (saison 1 épisode 18)
- 1955 : Medic : Candle of Hope (saison 2 épisode 8) : Frank Ames
- 1955 : Lux Video Theatre (en) : Bedtime Story (saison 6 épisode 7) : William Dudley
- 1955 : Navy Log (en) : Operation Three-In-One (saison 1 épisode 7) : Skipper
- 1955 : Studio 57 : The Girl in the Bathing Suit (saison 2 épisode 13)
- 1955 : Sergeant Preston of the Yukon : Incident at Gordon Landing (saison 1 épisode 4) : Harry
- 1956 : Schlitz Playhouse of Stars : The Young and the Brave (saison 5 épisode 25)
- 1956 : Celebrity Playhouse : Shadow of a Thief (saison 1 épisode 26) : Police Sgt. Wallace
- 1956 : Big Town : Trial Lawyer (saison 6 épisode 24)
- 1956 : Navy Log (en) : Get Back Somehow (saison 1 épisode 31) : CIC Officer
- 1956 : Crusader : Sharks (saison 1 épisode 16) : Sims
- 1956 : Crusader : The Visitors (saison 1 épisode 35) : Sheriff Smithers
- 1956 : Telephone Time : Keeley's Wonderful Machine (saison 2 épisode 1)
- 1956 : The Gale Storm Show: Oh! Susanna : Bonnie Lassie (saison 1 épisode 4) : Hartley E. Benson
- 1956 : Alfred Hitchcock présente : Crack of Doom (saison 2 épisode 9) : Card Player
- 1956 : Conflict : Man from 1997(saison 1 épisode 6) : McKenna
- 1956 : Studio 57 : A Farewell Appearance (saison 2 épisode 22) : MacReady
- 1956 : Sergeant Preston of the Yukon : Trapped (saison 1 épisode 19) : Milt Strang
- 1956 : Sergeant Preston of the Yukon : One Good Turn (saison 1 épisode 24) : Ben Barlow
- 1956 : Sergeant Preston of the Yukon : Revenge (saison 2 épisode 4) : Carl Stack
- 1957 : The Gray Ghost : Charity (saison 1 épisode 4) : Gen. Archie Bannersby
- 1957 : Official Detective : Beauty in a Bag (saison 1 épisode 7) : Wilson
- 1957 : Studio 57 : Man on the Outside (saison 3 épisode 17)
- 1957 : Letter to Loretta : The Bad Apple (saison 4 épisode 21) : Larson
- 1957 : Whirlybirds : Lynch Mob (saison 1 épisode 10) : John Osborne
- 1957 : The Sheriff of Cochise : Revenge (saison 1 épisode 31) : Billings
- 1957 : The Ford Television Theatre (en) : Exclusive (saison 5 épisode 27) : Cass Ryan
- 1957 : The George Burns and Gracie Allen Show (en) : The Publicity Romance (saison 7 épisode 34) : Jim Denton
- 1957 : Code 3 : The Water Skier (saison 1 épisode 13) : Lt. Hearne
- 1957 : The Web : The Gambler (saison 1 épisode 3) : Proprietor
- 1957 : Those Whiting Girls : Margaret Whiting's Sister (saison 2 épisode 13) : Candlelight Manager
- 1957 : Leave It to Beaver : Water Anyone? (saison 1 épisode 7) : Mr. Anderson
- 1957 : State Trooper : Jail Trail (saison 1 épisode 29) : Police Lt. Jackford
- 1957 : The Life and Legend of Wyatt Earp : Wells Fargo vs. Doc Holliday (saison 3 épisode 5) : Mr. Pagett
- 1957 : Cheyenne : Land Beyond the Law (saison 2 épisode 10) : Lt. Quentin
- 1957 : Cheyenne : The Brand (saison 2 épisode 16) : Sheriff
- 1958 : Colt .45 (en) : Sign in the Sand (saison 1 épisode 12) : Sheriff Hendricks
- 1958 : Sergeant Preston of the Yukon : The Diamond Collar (saison 3 épisode 18) : Cy Bartok
- 1958 : Jane Wyman Presents The Fireside Theatre : Tunnel Eight (saison 3 épisode 16) : Dr. Howard
- 1958 : State Trooper : Dangerous Honeymoon (saison 2 épisode 12) : Donald Perry
- 1958 : Casey Jones : Hard Luck Train (saison 1 épisode 27) : Hoskins
- 1958 : Richard Diamond, Private Detective : Pension Plan (saison 2 épisode 12) : Philip Brinkley
- 1958 : Richard Diamond, Private Detective : Lost Testament (saison 2 épisode 16) : Charles Courtney
- 1958 : Tales of Wells Fargo : Faster Gun (saison 3 épisode 5)
- 1958 : Frontier Doctor : Double Boomerang (saison 1 épisode 6) : Tom Lynch
- 1958 : Flight : Submarine Patrol (saison 1 épisode 25)
- 1958 : Jefferson Drum : $50 for a Dead Man (saison 2 épisode 8) : Bass Williard
- 1958 : Au nom de la loi : Le Shérif de Red Rock (Sheriff of Red Rock) (saison 1 épisode 13) : Sam—Doctor
- 1958 : Behind Closed Doors : The Enemy on the Flank (saison 1 épisode 9)
- 1958 : M Squad : The Merits of the Case (saison 2 épisode 8) : Dr. Myron Ross
- 1958 : Sugarfoot : The Hunted (saison 2 épisode 6) : Major Sterling
- 1958 : Maverick : The Seventh Hand (saison 1 épisode 23) : Mr. Gilling
- 1958 : Bronco : Four Guns and a Prayer (saison 1 épisode 4) : Marshal Tate
- 1958 : Bachelor Father : Bentley and His Junior Image (saison 1 épisode 11) : Matt Finletter
- 1958 : Perry Mason : La blonde au cocard (The Case of the Black-Eyed Blonde) (saison 1 épisode 37) : Dr. Rose
- 1959 : 77 Sunset Strip : Not an Enemy in the World (saison 1 épisode 14) : Sgt. Egan
- 1959 : 77 Sunset Strip : The Grandma Caper (saison 1 épisode 26) : Chief Johnson
- 1959 : How to Marry a Millionaire : A Husband for Julia (saison 2 épisode 12) : George Nichols
- 1959 : M Squad : Ten Minutes to Doomsday (saison 3 épisode 1) : Dr. Arthur May
- 1959 : Goodyear Theatre : The Incorrigibles (saison 3 épisode 3) : Judge Leon Alba
- 1959 : Border Patrol : Lost Star (saison 1 épisode 34) : Cannon
- 1959 : Sugarfoot : Outlaw Island (saison 3 épisode 6) : Exp. Com. Officer Warren
- 1959 : Riverboat : The Boy from Pittsburgh (saison 1 épisode 11) : Ed Baker
- 1959 : Tightrope (en) : Cold Kill (saison 1 épisode 14): Detective Tyler
- 1959 : The Adventures of Ozzie and Harriet : Rick's Dinner Guests (saison 7 épisode 15) : Dick Johnson
- 1959 : The Adventures of Ozzie and Harriet : Ozzie Changes History (saison 7 épisode 22) : Governor Harris
- 1959 : The Adventures of Ozzie and Harriet : David, the Law Clerk (saison 8 épisode 3) : Ralph Dobson
- 1959 : The Adventures of Ozzie and Harriet : David, the Sleuth (saison 8 épisode 7) : Mr. Dobson
- 1959 : The Life and Legend of Wyatt Earp : The Judas Goat (saison 4 épisode 29) : Mr. Casland
- 1959 : The Life and Legend of Wyatt Earp : Love and Shotgun Gibbs (saison 4 épisode 32) : Mr. Casslain
- 1959 : The Man from Blackhawk (en) : Logan's Policy (saison 1 épisode 1) : Police Captain
- 1959 : Alcoa Presents: One Step Beyond : Night of April 14th (saison 1 épisode 2) : Dream-Describer's Friend
- 1959 : Bronco : Hero of the Town (saison 1 épisode 19) : Lawrence Larson
- 1959 : Perry Mason : The Case of the Fraudulent Photo (saison 2 épisode 16) : George Fairbanks - Contractor
- 1960 : The Detectives : My Brother's Keeper (saison 1 épisode 15) : Gabe Conway
- 1960 : The Adventures of Ozzie and Harriet : Dave's Car Payments (saison 8 épisode 14) : Ralph Dobson
- 1960 : The Adventures of Ozzie and Harriet : The Circus (saison 8 épisode 15) : Mr. Dobson
- 1960 : The Millionaire : Millionaire Margaret Stoneham (saison 6 épisode 20) : Myron Bradford
- 1960 : Maverick : The People's Friend (saison 3 épisode 21) : Mayor Culpepper
- 1960 : The Life and Legend of Wyatt Earp (en) : The Scout (saison 5 épisode 27) : Smith
- 1960 : The Man from Blackhawk : Gold Is Where You Find It (saison 1 épisode 37) : Sheriff
- 1960 : The Deputy : The Chain of Action (saison 1 épisode 32) : Porter
- 1960 : The Deputy : The Deadly Breed (saison 2 épisode 1) : Mattson
- 1960 : Alcoa Presents: One Step Beyond : Encounter (saison 2 épisode 29) : Doctor Norton
- 1960 : Alcoa Presents: One Step Beyond : The Trap (saison 3 épisode 8) : Sam Harkness
- 1960 : Bachelor Father : Dear Bentley (saison 4 épisode 13) : Ollie
- 1960 : Les Incorruptibles : Trois milliers de suspects (Three Thousand Suspects) (saison 1 épisode 24) : Capt. Troy
- 1960 : Les Incorruptibles : L'Histoire de Larry Fay (The Larry Fay Story) (saison 2 épisode 9) : D.A. Roger Hayden
- 1960 : Peter Gunn : Hot Money (saison 2 épisode 15) : District Attorney Harry Sorenson
- 1960 : L'Ouest aux deux visages : Hot Water (saison 1 épisode 1) : Sheriff Maddox
- 1960 : L'Ouest aux deux visages : Prognosis: Death (saison 1 épisode 2) : Sheriff Maddox
- 1960 : L'Ouest aux deux visages : Sheriff of the Town (saison 1 épisode 3) : Sheriff Maddox
- 1960 : L'Ouest aux deux visages : The Challenge (saison 1 épisode 4) : Sheriff Maddox
- 1960 : L'Ouest aux deux visages : The Operation (saison 1 épisode 5) : Sheriff Maddox
- 1960 : L'Ouest aux deux visages : Fallen Gun (saison 1 épisode 6) : Sheriff Maddox
- 1960 : L'Ouest aux deux visages : The Man in 204 (saison 1 épisode 7) : Sheriff Maddox
- 1960 : L'Ouest aux deux visages : The Hanging (saison 1 épisode 8) : Sheriff Maddox
- 1960 : L'Ouest aux deux visages : The Last Man (saison 1 épisode 9) : Sheriff Maddox
- 1960 : Perry Mason : The Case of the Flighty Father (saison 3 épisode 26) : Holbrook #2
- 1961 : Assignment: Underwater : Boat Missing (saison 1 épisode 22) : Henderson
- 1961 : The Case of the Dangerous Robin : Doll of Death(saison 1 épisode 23) : Harry Medford
- 1961 : The Donna Reed Show : The Merry Month of April (saison 3 épisode 29) : Harvey
- 1961 : Bachelor Father : Kelly's Charge Account (saison 4 épisode 33) : Barney
- 1961 : Peter Gunn : 'Deadly Intrusion (saison 3 épisode 35) : Johnny Wade
- 1961 : L'Ouest aux deux visages : The Trespasser (saison 1 épisode 11) : Sheriff Maddox
- 1961 : L'Ouest aux deux visages : Performance Under Fire (saison 1 épisode 15) : Sheriff Maddox
- 1961 : L'Ouest aux deux visages : The Trigger (saison 1 épisode 17) : Sheriff Maddox
- 1961 : L'Ouest aux deux visages : The Return (saison 1 épisode 18) : Sheriff Maddox
- 1961 : L'Ouest aux deux visages : The Accused (saison 1 épisode 19) : Sheriff Maddox
- 1961 : L'Ouest aux deux visages : The Crisis (saison 1 épisode 20) : Sheriff Maddox
- 1961 : L'Ouest aux deux visages : The Stilled Gun (saison 1 épisode 22) : Sheriff Maddox
- 1961 : L'Ouest aux deux visages : The Decision (saison 1 épisode 25) : Maddox
- 1961 : L'Ouest aux deux visages : The Sure Thing (saison 1 épisode 35) : Maddox
- 1961 : L'Ouest aux deux visages : The Dead Ringer (saison 1 épisode 38) : Sheriff
- 1961 : L'Ouest aux deux visages : The Assassin (saison 1 épisode 39) : Sheriff Maddox
- 1961 : Ben Casey : To the Pure (saison 1 épisode 1)
- 1961 : Monsieur Ed, le cheval qui parle : The Horsetronaut (saison 2 épisode 2) : Mr. Mencken
- 1961 : Cheyenne : Cross Purpose (saison 6 épisode 3) : Surgeon-Major Sam Cantell
- 1961 : Bronco : One Came Back (saison 4 épisode 3) : Sheriff Massey
- 1961 : Shannon : Cold Trail (saison 1 épisode 12) : Ray Petri
- 1961 : Échec et Mat : To the Best of My Recollection (saison 2 épisode 11) : Sergeant Lawrence
- 1961 : Laramie : The Jailbreakers (saison 3 épisode 12) : Jerry
- 1961 : Adèle : Hazel and the Playground (saison 1 épisode 1) : Osborn Bailey
- 1961 : La Grande Caravane : The Jim Bridger Story (saison 4 épisode 32) : Mark Anders
- 1962 : Target: The Corruptors : Chase the Dragon (saison 1 épisode 18)
- 1962 : Alcoa Premiere (en) : The Time of the Tonsils (saison 1 épisode 29) : Ford
- 1962 : Saints and Sinners : All the Hard Young Men (saison 1 épisode 2) : Commissioner Harris
- 1962 : Laramie : War Hero (saison 4 épisode 2) : Haines
- 1962 : Have Gun - Will Travel : The Bird of Time (saison 6 épisode 6) : Doc Kelly
- 1962 : Le Jeune Docteur Kildare : My Brother, the Doctor (saison 1 épisode 15) : Fire Chief
- 1962 : Perry Mason : The Case of the Tarnished Trademark (saison 5 épisode 18) : Floyd Chapman
- 1962 : Bonanza : La loi des blancs (The Beginning) (saison 4 épisode 9) : Prosecutor
- 1963 : Le Jeune Docteur Kildare : The Thing Speaks for Itself (saison 2 épisode 15) : Dr. Watson
- 1963 : Le Virginien : A Distant Fury  (saison 1 épisode 25) : Dave McCoy
- 1963 : La Route des rodéos (en) : The Care and Handling of Tigers (saison 1 épisode 28) : The Police Captain
- 1963 : Arrest and Trial (en) : A Shield Is for Hiding Behind (saison 1 épisode 4) : The Reporter
- 1963 : Kraft Suspense Theatre : The Case Against Paul Ryker: Part 1 (saison 1 épisode 1) : President of Court Martial
- 1963 : Kraft Suspense Theatre : The Case Against Paul Ryker: Part 2 (saison 1 épisode 2) : President of Court Martial
- 1964 : Au-delà du réel : Opération survie (The Mice) (saison 1 épisode 15) : Prison Warden
- 1964 : The Alfred Hitchcock Hour : Message de l’au-delà (Beyond the Sea of Death (saison 2 épisode 14) : Lt. Farrell
- 1964 : The Great Adventure (en) : The Testing of Sam Houston (saison 1 épisode 16)
- 1964 : Adèle : Democracy at Work (saison 3 épisode 23) : Mr. Burgess
- 1964 : La Grande Caravane : The Nancy Styles Story (saison 8 épisode 9) : Banker
- 1964 : Wendy and Me (en) : East Is East, and West Is Wendy (saison 1 épisode 13) : Secret Service Marshall
- 1964 : Kraft Suspense Theatre : The Gun (saison 2 épisode 10) : Mr. Remsen / the Passerby
- 1965 : Perry Mason : The Case of the Careless Kitten (saison 8 épisode 24) : Doctor
- 1965 : Kraft Suspense Theatre : The Trains of Silence (saison 2 épisode 28) : The Bartender
- 1965 : Hank : 'Farewell Coach Weiss (saison 1 épisode 7) : Father Costello
- 1965 : Les Monstres : Herman's Driving Test (saison 2 épisode 11) : Mr. Foster
- 1965 : 1966 : Des jours et des vies : saison 1 épisodes 17, 20, 21, 22, 24, 36, 37, 40, 44 : Rusty Lincoln
- 1966 : Brigade criminelle : The Broken Badge (saison 1 épisode 3) : Harmon
- 1966 : Les Mystères de l'Ouest : La Nuit des assassins (saison 2 épisode 13) : Charlton
- 1966 : Au cœur du temps : À la veille du 6 juin (saison 1 épisode 15) : Dr. Shumate
- 1966 : Sur la piste du crime : The Camel's Nose (saison 2 épisode 12) : Hewlett
- 1967 : Les Arpents verts : The Computer Age (saison 2 épisode 21) : Mr. Blisswell
- 1967 : Sur la piste du crime : A Sleeper Wakes (saison 3 épisode 7) : Frank Murray
- 1968 : Bonanza : Le retour d'Eddie (The Arrival Of Eddie) (saison 9 épisode 30) : Major
- 1968 : The Outsider : For Members Only (saison 1 épisode 1) : John the Waiter
- 1968 : Judd for the Defense : In a Puff of Smoke (saison 2 épisode 1) : The Judge
- 1968 : La Sœur volante : It's an Ill Windfall (saison 2 épisode 9) : Bishop
- 1969 : La Nouvelle Équipe : An Eye for an Eye (saison 2 épisode 3) : Alex Tate
- 1970 : The Governor & J.J. (en) : Charley's Back in Town (saison 1 épisode 25) : Senator Loomis
- 1971 : La Nouvelle Équipe : The Sentinals (saison 4 épisode 1) : Pet Store Owner
- 1971 : O'Hara, U.S. Treasury (en) : Operation: Payoff (saison 1 épisode 12) : William Teal
- 1971 : Docteur Marcus Welby : Tender Comrade (saison 3 épisode 1) : Dr. Jim Stanley
- 1972 : Hec Ramsey : The Century Turns (saison 1 épisode 1) : A. Wingate
- 1973 : Sur la piste du crime : The Exchange (saison 9 épisode 5) : Dr. Layton
- 1973 : Columbo : Subconscient (saison 3 épisode 4) : Patterson
- 1973 : The Rookies : A Matter of Justice (saison 2 épisode 7) : Dr. Mauer
- 1973 : Barnaby Jones : The Killing Defense (saison 2 épisode 11) : Receptionist
- 1974 : Hec Ramsey : Only Birds and Fools (saison 2 épisode 5) : Wingate
- 1974 : Docteur Marcus Welby : The Outrage (saison 6 épisode 5) : Ralph Martin
- 1974 : The Rookies : Walk a Tightrope (saison 3 épisode 5) : Professor Parmel
- 1975 : Cannon :Le Cinquième homme (Killer On the Hill) (saison 4 épisode 17)
- 1975 : Barnaby Jones : The Deadly Conspiracy: Part 2 (saison 4 épisode 1) : Minister
- 1975 : McMillan : Requiem for a Bride (saison 5 épisode 2) : Lanier

#### Téléfilm
- 1963 : Opération F.B.I à Cap Canavéral (titre original : FBI Code 98) de Leslie H. Martinson : Assistant Director
- 1969 :The Pigeon de Earl Bellamy : Caine
- 1971 : Vanished de Buzz Kulik : Loren Kupperman
- 1973 : Beg, Borrow, or Steal de David Lowell Rich : Dwight Stone
- 1974 : The Missiles of October de Anthony Page : Senator
- 1976 :  Dynasty de Lee Philips : Reverend Wheatley